# Hartshorne (Oklahoma)
Hartshorne – miasto w Stanach Zjednoczonych, w stanie Oklahoma, w hrabstwie Pittsburg.